# Derriksite
La derriksite est un minéral d'uranium très rare de formule chimique Cu4(UO2)(SeO3)2(OH)6. Il est donc radioactif. Initialement la formule donnée contenait une molécule d’eau. C'est un minéral secondaire qui contient du cuivre, de l'uranium et du rare sélénium. Il a une couleur vert vif à vert bouteille plus terne. Son port cristallin est aciculaire, on la trouve souvent avec de la démesmaékérite, un minéral d'uranyle de sélénium, et aussi de la marthozite et de la guilleminite. Toutefois la derriksite est beaucoup plus rare que la demesmaekerite. Elle porte le nom de Jean Marie François Joseph Derriks (1912-1992), géologue et administrateur de l'Union Minière du Haut Katanga. 
La localité type de la derriksite est la mine Musonoi, à côté de Kolwezi dans la province de Lualaba, en République démocratique du Congo. On la trouve également dans le gisement d'uranium de Zálesí sur la commune de Javorník dans le district de Jeseník en Tchéquie. Son environnement se trouve dans les zones oxydées de gisement de cuivre-cobalt contenant du sélénium.
Elle s'est formée par hydratation proche de la surface des minéraux antérieurs, au contact de séléniates et de minéraux d'uranyle (U⁶⁺).

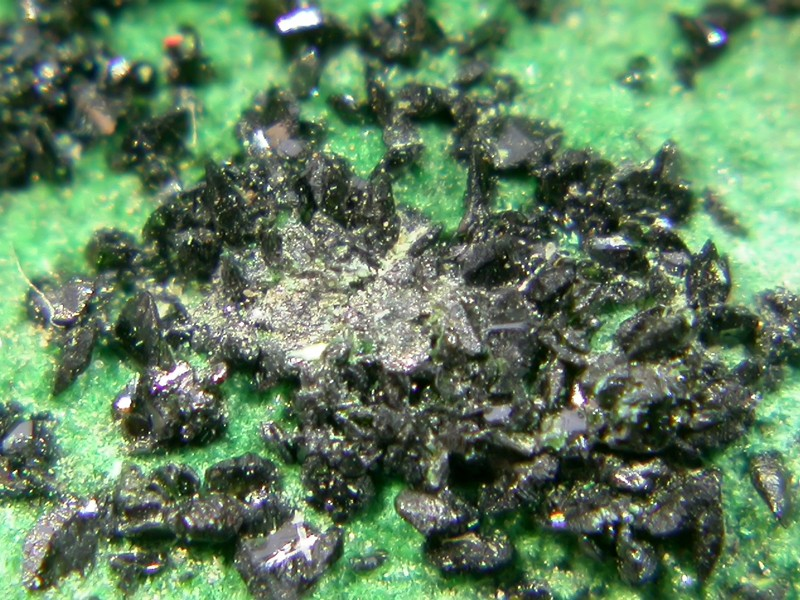
Derriksite de Musonoi sur un lit de malachite. La matrice est de la digénite riche en sélénium